# Kaple svaté Barbory (Křižanov)
Kaple svaté Barbory je římskokatolická kaple v městysi Křižanov v okrese Žďár nad Sázavou. Stojí na návrší v severní části městyse, nedaleko zámku. Kaple s raně středověkým jádrem byla v pozdějších dobách rozšířena a barokizována. Je chráněna jako kulturní památka.

## Historie
Na místě kaple stál již v raném středověku kostelík, zasvěcený Panně Marii a zmiňovaný roku 1481. Z něj pochází nejstarší jádro kaple, tvořené apsidou a východní částí lodi. Kaple získala během 16. století nynější větší loď. Údajně v letech 1720–1727 proběhla barokní přestavba, nesoucí santiniovské rysy. Jejím autorem je pravděpodobně některý Santiniho pokračovatel.

## Popis
Kaple svaté Barbory je orientovaná jednolodní stavba, na východě ukončená odsazenou apsidou. Obdélná loď je završena plochým stropem s fabionem, apsidu překrývá koncha. Loď a apsida jsou odděleny půlkruhově sklenutým vítězným obloukem. V západní části stojí trojboká hudební kruchta, přístupná točitými schodišti. Hlavní vstup do kaple je v ose západního průčelí, další vstupní portály se nacházejí v bočních zdech lodi. Okna kaple mají segmentové zaklenutí a šambránové rámování.
Zařízení kaple je barokní, z doby její přestavby. Hlavní oltář sestává z oltářní mensy a retabula s obrazem Svaté Barbory. Doplňují jej protějškové boční oltáře na průčelní stěně. Dále se zde nachází reliéfní mramorový epitaf rodiny Křineckých z Ronova, s letopočtem 1617.